# مرادآباد (پیشین)
مرادآباد یا الله‌آباد روستایی در دهستان پیشین بخش پیشین شهرستان راسک استان سیستان و بلوچستان ایران است.

## جمعیت
بر پایه سرشماری عمومی نفوس و مسکن در سال ۱۳۹۵ جمعیت این روستا ۲۷۸ نفر (۶۱خانوار) بوده‌است.